# Johann Christoph Bach (1642)
Johann Christoph Bach (6. prosince 1642 Arnstadt, Německo – 31. března 1703 Eisenach, Německo) byl německý varhaník a hudební skladatel.

## Život
Johann Christoph Bach byl synem Heinricha Bacha a bratrancem Johanna Sebastiana Bacha. Hudební vzdělání získal od svého otce. 20. listopadu 1663 byl jmenován varhaníkem v arnstadtské zámecké kapli. O dva roky později získal místo varhaníka v chrámu sv. Jiří, kde byl kantorem Andreas Christian Dedekind. Vedle toho působil i jako varhaník a cembalista ve dvorní kapele vévody z Eisenachu. Obě postavení si udržel až do své smrti.

## Dílo
Za svého života byl Johann Christoph Bach jako skladatel ctěn srovnatelně s Johannem Sebastianem Bachem. Dochovala se řada světských i duchovních skladeb.

### Vokální skladby
- Es ist nun aus
- Mit Weinen bebt sichs an (1691)
- Die Furcht des Herrn
- Es erhub sich ein Streit
- Ach, dass ich Wassers genug hatte
- Wie bist du denn, O Got!
- Herr, wende dicb
- Meine Freundin, du bist schön (svatební)
- Moteta
  - Der Mensch, vom Weibe geboren
  - Fürchte dich nicht,
  - Herr, nun lässest du deinen Diene
  - Ich lasse dich nicht
  - Lieber Herr Gott
  - Sei getreu bis in den Tod
  - Unsers Herzens Freude
  - Der Gerechte, ob er gIeich zu zeitlich stirbt

### Instrumentální skladby
- Aria Eberliniana pro donnentc Camillo (15 variací pro cembalo, 1690)
- Sarabande G-dur (12 variací pro cembalo)
- Aria a-moll (14 variací pro cembalo)
- Preludium a Fuga Es-dur (varhany)
- 44 chorálů a preludia (varhany)